# The Menhir
The Menhir är en bergstopp i Antarktis. Den ligger i Sydorkneyöarna. Argentina och Storbritannien gör anspråk på området. Toppen på The Menhir är 395 meter över havet.
Terrängen runt The Menhir är huvudsakligen kuperad, men västerut är den bergig. Havet är nära The Menhir åt nordost. Trakten är obefolkad. Det finns inga samhällen i närheten.